# المن‌شافن
المن‌شافن (به آلمانی: Allmannshofen) یک شهر در آلمان است که در بایرن واقع شده‌است.

## خصوصیات
المن‌شافن ۱۰٫۳۱ کیلومترمربع مساحت دارد ۴۴۰ متر بالاتر از سطح دریا واقع شده‌است.